# Compromiso Ciudadano
Compromiso Ciudadano fue un movimiento político colombiano, que se fusionó en febrero de 2023 con el partido Dignidad para crear el partido político Dignidad y Compromiso.
Compromiso Ciudadano se presentó como un movimiento independiente y de centro, creado en noviembre de 1999 por Sergio Fajardo, Álvaro González Uribe y un grupo de personas afines a distintos sectores empresariales, culturales y académicos de Medellín. Fue ideado como una alternativa cívica independiente a los partidos políticos tradicionales y las ideologías, con el propósito de llegar a la alcaldía de Medellín para transformarla. El movimiento ha ganado dos veces la alcaldía de Medellín (con Sergio Fajardo en 2004 y Alonso Salazar en 2008), la gobernación de Antioquia (en 2015 con Sergio Fajardo) en unión con el Partido Verde y Alianza Social Independiente, y en 2018 avaló a Sergio Fajardo, junto con la Alianza Verde y el Polo Democrático Alternativo, a la presidencia de Colombia obteniendo más de 4.600.000 de votos y ocupando el tercer lugar en los comicios, con una diferencia de 1,3% con el segundo lugar.

## Historia
En las elecciones legislativas del 2010, cuando Sergio Fajardo competía por la presidencia de la República por primera vez, el movimiento inscribió una lista de candidatos al senado, con figuras como Rodrigo Lara Sánchez, hijo mayor del inmolado Ministro de Justicia, obteniendo 181.513 votos, insuficientes para superar el umbral y obtener representación como partido político. En las elecciones legislativas de 2018 dos de sus representantes fueron elegidos al Congreso de la República de Colombia por la Alianza Verde, encabezados por Iván Marulanda en el Senado y Catalina Ortiz en la Cámara de Representantes.
En noviembre de 2018, Compromiso Ciudadano lanzó la Escuela de Formación Política que busca empoderar y fortalecer nuevos liderazgos regionales en Colombia. En un encuentro en Bogotá con cerca de 500 participantes de todo el país, la Escuela escribió su primer capítulo que continuará durante los próximos años.
En las elecciones regionales de 2019, Compromiso Ciudadano y su presidente Sergio Fajardo apoyaron un amplio grupo de candidatos que representan los principios del movimiento. Algunos participaron por firmas con Compromiso Ciudadano directamente como Alejandro Eder en Cali, Iván Mauricio Pérez en Antioquia y Claudia Fadul en Cartagena, pero la mayoría lo hicieron con avales del Partido Verde y el Polo Democrático principalmente. De acuerdo a la revista Semana, fue uno de los ganadores de la jornada electoral del 27 de octubre de 2019. Apoyó a Claudia López en Bogotá, y también a los nuevos alcaldes de Bucaramanga, Villavicencio y Cúcuta. En gobernaciones le fue bien en Boyacá y Huila. Y ganó en algunos municipios del país como Fusa, Anolaima, Jamundí y Santa Rosa de Cabal.

## Resultados Electorales
|  | 36.42 % |

|  | 44.21 % |

|  | 5.46 % |

|  | 49.51 % |

|  | 19.38 % |

|  | 2.01 % |

| Senado | Senado  | Senado          | Senado  |
| Año    | Votos   | %               | Escaños |
| ------ | ------- | --------------- | ------- |
| 2010   | 181.503 | \| \| 1.71 % \| | 0/102   |
|        | 1.71 %  |                 |         |

|  | 21.51 % |

|  | 27.47 % |

|  | 23.78 % |

|  | 4.18 % |